# Andrew Vaughn
Andrew Vaughn (Santa Rosa, California, 3 de abril de 1998) es un jugador profesional estadounidense de béisbol que se desempeña en la posición de primera base en Chicago White Sox, equipo de las Grandes Ligas de Béisbol (MLB).

## Carrera
Fue seleccionado en la primera ronda en el Draft de la MLB de 2019. En 2021 hizo su debut profesional con el equipo Chicago White Sox, donde lleva jugando cuatro temporadas.